# 科爾庫泰利
科爾庫泰利是土耳其的城鎮，由安塔利亞省負責管轄，位於該國西南部，距離首府安塔利亞60公里，面積2,271平方公里，海拔高度1,020米，2008年人口19,767。

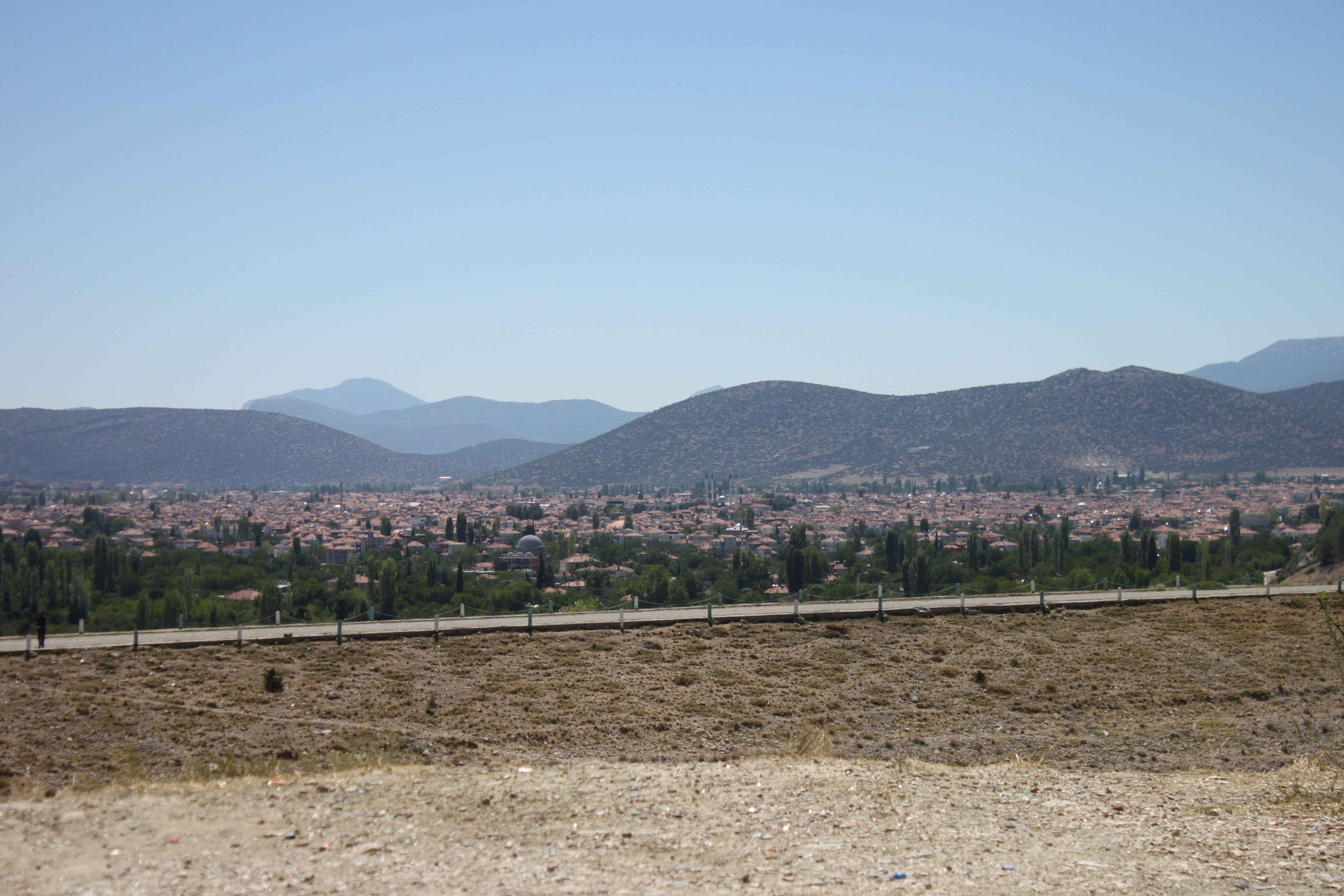
Korkuteli

## 外部連結
- The Antalya governorate - source for much of the information in this article （页面存档备份，存于）